# Salim Dervişoğlu
Salim Dervişoğlu (* 1936 in İzmit, Provinz Kocaeli) ist ein ehemaliger türkischer Admiral, der zuletzt von 1997 bis 1999 Oberkommandierender der Marine (Türk Deniz Kuvvetleri) war.

## Leben

### Marineoffizier und Stabsoffizier
Dervişoğlu trat 1951 in die Seekadettenanstalt (Deniz Lisesi) und anschließend in die Marineschule (Deniz Harp Okulu) ein, die er 1957 abschloss. Danach war er in verschiedenen Verwendungen als Offizier und Erster Offizier auf verschiedenen Schiffen sowie in anderen Marineeinheiten tätig. 1967 war er Absolvent der Marineakademie (Deniz Harp Akademisi). Er war von 1970 bis 1971 Kommandant des Patrouillenbootes TCG Demirhisar und absolvierte danach von 1972 bis 1973 ein Studium der Managementlehre in den USA, ehe er von 1973 bis 1974 erster Kommandant des Zerstörers TCG Gayret (D-352) war, der bisher als USS Eversole (DD-789) im Dienst der US Navy gestanden hatte.
Im Anschluss war Dervişoğlu zwischen 1974 und 1977 Offizier für Finanzplanung im Internationalen Militärstab der NATO in Brüssel sowie von 1977 bis 1978 Referatsleiter für Einsatzplanung im Oberkommando der Marine. Danach fungierte er zwischen 1978 und 1980 als Kommodore der III. Zerstörer-Flottille und 1980 kurzzeitig als Leiter der Einsatz- und Ausbildungsplanung im Oberkommando der Marine, ehe er nach dem Militärputsch vom 12. September 1980 Leiter der Abteilung für Presse und Öffentlichkeitsarbeit im neu gegründeten Nationalen Sicherheitsrat (Millî Güvenlik Konseyi) wurde.

### Aufstieg zum Admiral
Am 30. August 1981 wurde Dervişoğlu zum Flottillenadmiral (Tuğamiral) befördert und übernahm die Funktion als Leiter der Personalabteilung im Oberkommando der Marine. Danach wurde er 1983 Leiter der Abteilung für Grundsatzplanung im Hauptquartier der Alliierten NATO-Seestreitkräfte Südeuropa NAVSOUTH (Allied Naval Forces Southern Europe) in Neapel sowie 1985 Kommodore des Landungs- und Amphibienboot-Geschwaders (Çıkarma Filosu Komutanlığı) und schließlich Kommandant der Marineakademie.
Nach seiner Beförderung zum Konteradmiral (Tümamiral) im August 1987 war Dervişoğlu zunächst zwischen 1987 und 1989 Leiter der Logistikabteilung im Oberkommando der Marine sowie von 1989 bis 1990 Kommodore des Schnellbootgeschwaders (Hücumbot Filosu Komutanlığı), ehe er schließlich zwischen 1990 und 1991 Kommodore des Kriegsschiffsgeschwaders (Harp Filosu Komutanlığı) war. Am 30. August 1991 erfolgte seine Beförderung zum Vizeadmiral (Koramiral) sowie Ernennung zum stellvertretenden Generalsekretär des Nationalen Sicherheitsrates (Millî Güvenlik Kurulu). Anschließend war er zwischen 1992 und 1993 Chef des Stabes des Oberkommandos der Marine sowie von 1993 bis 1995 Oberbefehlshaber des Marineregionalkommandos Nord (Kuzey Deniz Saha Komutanlığı) in Istanbul, das unter anderem für Marmarameer, Schwarzes Meer, Bosporus und Dardanellen zuständig ist.
Am 30. August 1995 wurde Dervişoğlu zum Admiral (Oramiral) befördert und als Nachfolger von Admiral Güven Erkaya zum Oberkommandierenden des Flottenkommandos (Donanma Komutanlığı) ernannt. Anschließend wurde er als Nachfolger Erkayas am 29. August 1997 schließlich auch Oberkommandierender der Marine (Deniz Kuvvetleri Komutanı). Diese Funktion übte er bis zum 26. August 1999 aus und wurde danach von Admiral İlhami Erdil abgelöst.
Dervişoğlu ist verheiratet und Vater zweier Kinder.